# Zwannoje
Zwannoje (ros. Званное) – wieś (ros. село, trb. sieło) w zachodniej Rosji, centrum administracyjne sielsowietu zwannowskiego w rejonie głuszkowskim obwodu kurskiego.

## Geografia
Miejscowość położona jest nad rzeką Sejm, 7,5 km od centrum administracyjnego rejonu (Głuszkowo), 120 km od Kurska.
W granicach miejscowości znajdują się ulice: Centralnaja, Komsomolskaja, Ługowaja, Mołodiożnaja, Nabierieżnaja, Nowosiołowka, Oktiabrskaja, Sejmowaja, Sowietskaja, Sriedniaja, Zielonaja.

## Demografia
W 2010 r. miejscowość zamieszkiwało 1838 osób.